# Állítható csavarkulcs
Az állítható csavarkulcs vagy állítható villáskulcs, egy szerszám amivel meghúzni illetve lazítani lehet szögletes fejű (főleg hatlapfejű) csavarokat vagy anyákat. 
A kulcsot fokozatmentesen lehet beállítani, hogy különböző méretű csavarfejekhez, anyákhoz lehessen használni.
Számos európai országban, például Franciaországban, Németországban, Spanyolországban és Olaszországban, angol kulcs-nak hívják, mert 1842-ben egy angol mérnök, Richard Clyburn, találta fel. Dániában, Lengyelországban és Izraelben ellenben svéd kulcs-nak nevezik mivel a feltalálását a svéd Johan Petter Johansson-nak tulajdonítják, aki 1891-ben szabadalmat kapott ugyan, de csak a kulcs módosítására. Amerikában (USA) egyszerűen csavarkulcsnak (wrench) hívják.
A svédek skiftnyckel-nek hívják, ami lefordítva állítható kulcs (változó kulcs).
Gyakori probléma az, hogy kulcsot nem szorítják rendesen a fejre (játéka van). Ilyenkor történik az, hogy a csavar feje lekopik (lekerekedik). Ezért sokan, inkább a hagyományos villáskulcsokat használják. Ezeknél még jobb a csillagkulcs, ha a körülmények ezt megengedik.
2006-ban Ian Harrison angol újító feltalálta a Milli-grip elnevezésű változatot. A hagyományos állítható csavarkulccsal ellentétben a Milli-grip pofáit egyszerűen összenyomják a kívánt méretre. A fogó pofáját milliméteres lépésekben lehet rögzíteni. A gomb megnyomása után lehet új méretre beállítani a fogót. Ez lehetővé teszi, hogy másodpercek alatt váltani lehessen 8 mm és 32 mm szélesség között.

## Ismert márkák
- Az Egyesült Államokban és Kanadában széles körben elterjedt a Crescent márkájú kulcs amit az Apex Tool Group, CCL forgalmaz.
- Európa egyes részein gyakran Bahco-nak nevezik. Ez a kifejezés a svéd feltaláló Johan Petter Johansson cégének, az Enköpings Mekaniska Verkstad megvásárlójának nevéből származik (Bernt August Hjort) B. A. Hjort & Company.

## Hasonló kulcsok/fogók

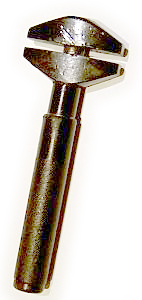
Francia kulcs
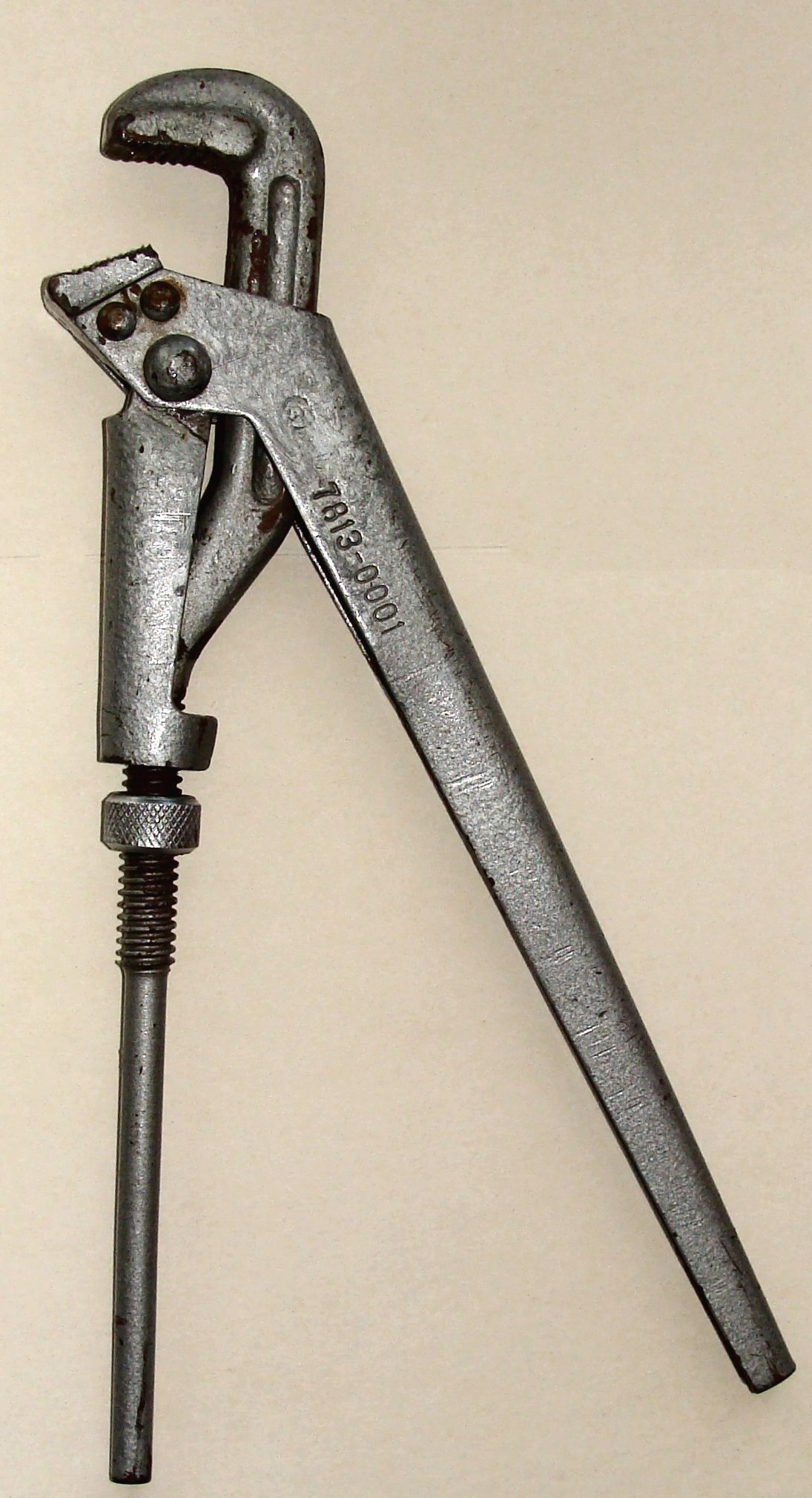
Csőfogó
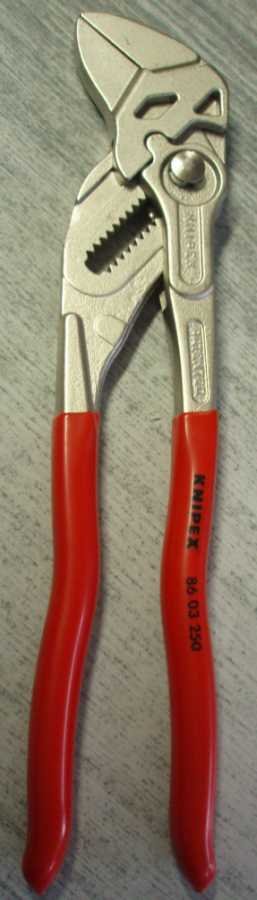
Vízpumpafogó

## Fordítás
- Ez a szócikk részben vagy egészben  a   Skiftnyckel című svéd Wikipédia-szócikk fordításán alapul.  Az eredeti cikk szerkesztőit annak laptörténete sorolja fel. Ez a jelzés csupán a megfogalmazás eredetét és a szerzői jogokat jelzi, nem szolgál a cikkben szereplő információk forrásmegjelöléseként.
- Ez a szócikk részben vagy egészben  az   Adjustable spanner című angol Wikipédia-szócikk fordításán alapul.  Az eredeti cikk szerkesztőit annak laptörténete sorolja fel. Ez a jelzés csupán a megfogalmazás eredetét és a szerzői jogokat jelzi, nem szolgál a cikkben szereplő információk forrásmegjelöléseként.